# Notopora cardonae
Notopora cardonae är en ljungväxtart som beskrevs av A. C. Smith. Notopora cardonae ingår i släktet Notopora och familjen ljungväxter. Inga underarter finns listade i Catalogue of Life.